# Okushiri (miasto)
Okushiri (jap. 奥尻町 Okushiri-chō) – miasto w Japonii, w prefekturze Hokkaido, w podprefekturze Hiyama. Według danych na rok 2020 miejscowość zamieszkiwało 2 410 mieszkańców , a gęstość zaludnienia wyniosła 16,9 os./km². Nazwa miasta pochodzi od ajnuskiego Ikusyun-shiri. Iku oznacza drugą stronę, a shiri oznacza wyspę.